# Diorthus vagus
Diorthus vagus là một loài bọ cánh cứng trong họ Cerambycidae.